# 陳恕可
陳恕可，一作練恕可（1258年—1339年），字行之，自号宛委居士，越州人。
以荫补官。咸淳十年中銓試，授迪功郎、泗州虹县主簿。宋亡後卜居西湖。至元二十七年（1290年）徐琰薦为西湖书院山长。元成宗元貞元年（1295年），改任崇德州儒學教授。歷任廬州路儒學教授、衢州路江山縣主簿、寶慶路總管府知事、松江府上海縣丞。六十八歲時以承務郎平江路吴县尹致仕。小篆似吳興張有自。工於詩詞。元惠宗至元五年（1339年）卒，年八十二。今有《樂府補題》一卷傳世。